# Institutionen för naturgeografi (Stockholms universitet)

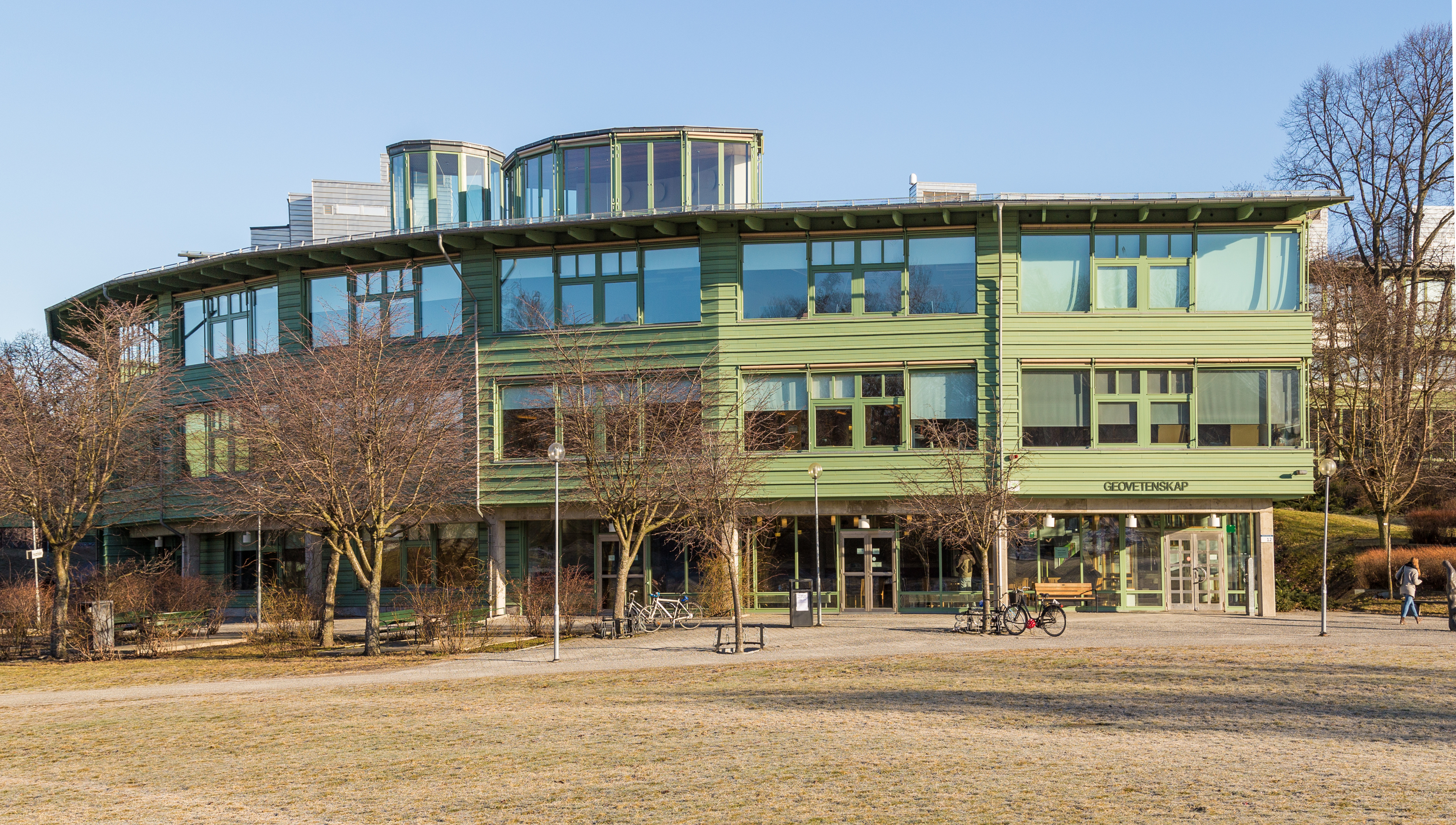
Geovetenskapens hus, hus U, där huvuddelen av undervisningen bedrivs.

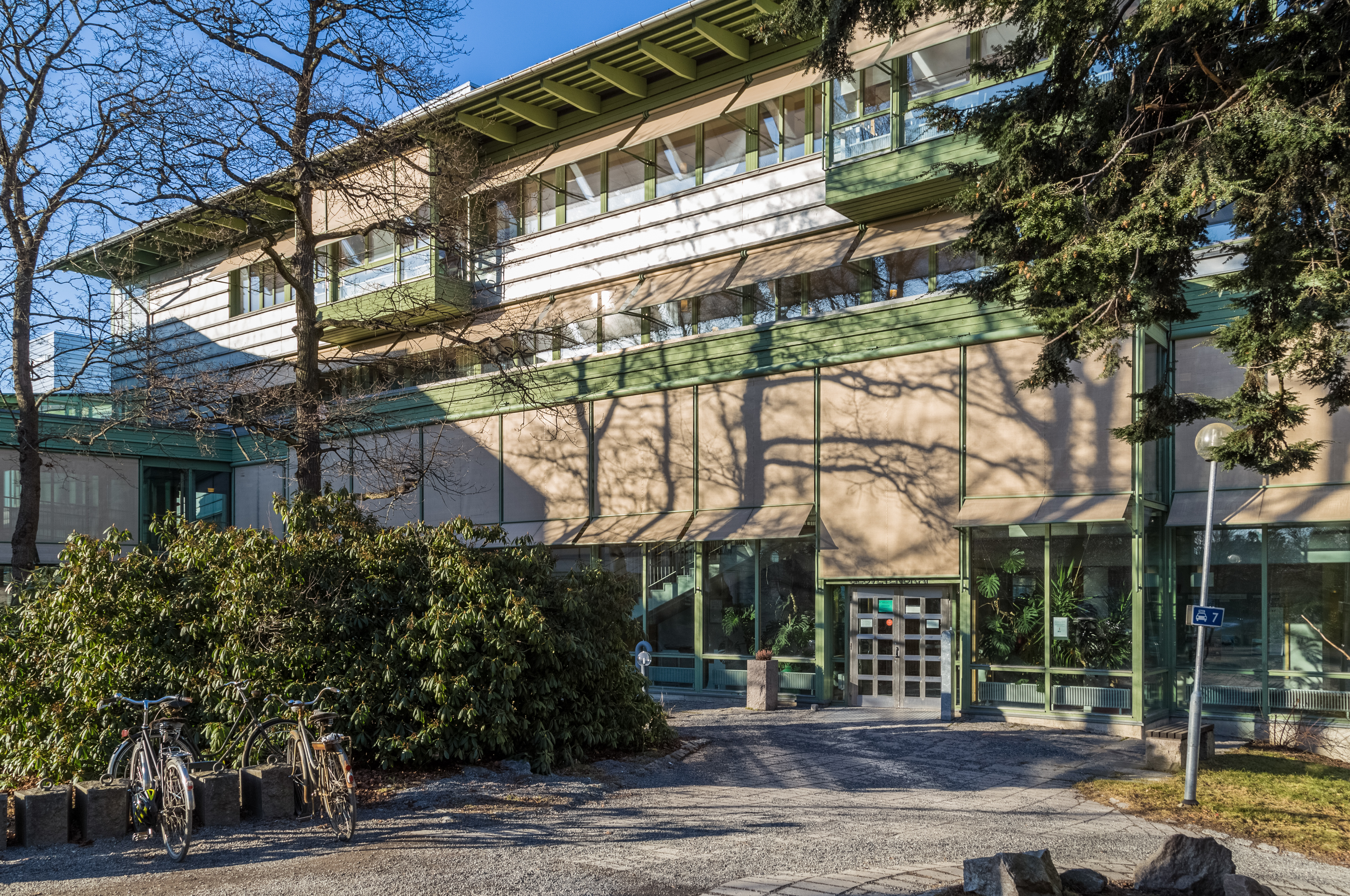
Geovetenskapens hus, hus S, en av forskningsbyggnaderna.

Institutionen för naturgeografi (tidigare Institutionen för naturgeografi och kvartärgeologi) ingår i Naturvetenskapliga fakulteten vid Stockholms universitet.
Institutionen har över 120 anställda och mer än 1500 studenter per år.

## Historia
Geografi etablerades som eget ämne vid Stockholms universitet redan 1912, men det dröjde till 1929 innan professor Hans W:son Ahlmann tillträdde. Han var särskilt intresserad av polarforskning och ledde ett flertal expeditioner till Arktis. Ahlmann kom även att starta institutionens forskningsstation inom ämnet glaciologi i Tarfala, invid Kebnekaise.
Ämnet Geografi delades 1955 upp i ämnena Naturgeografi och Kulturgeografi. Sedan lång tid har ämnet Kvartärgeologi räknats in under ämnet Geologi som länge studerats vid Stockholms universitet. År 2001 slogs institutionerna för Kvartärgeologi och Naturgeografi ihop till Institutionen för naturgeografi och kvartärgeologi.  
Sedan 19 september 1997 är institutionen belägen i Geovetenskapens hus i Frescati.

## Verksamhet
Vid Institutionen för naturgeografi bedrivs undervisning på grundnivå inom följande kandidatprogram (180 högskolepoäng):
- Geografi (i samarbete med Kulturgeografiska institutionen)
- Geovetenskap (i samarbete med Institutionen för geologiska vetenskaper)
- Biogeovetenskap (samarbete med Institutionen för biologisk grundutbildning, BIG)

På avancerad nivå ger institutionen följande masterprogram (120 högskolepoäng):
- Geomatik med fjärranalys och GIS
- Hydrologi, hydrogeologi och vattenresurser
- Landskapsekologi
- Miljövård och fysisk planering
- Polara landskap och kvartära klimat
- Globalisering, miljö och social förändring (i samarbete med Kulturgeografiska institutionen och Ekonomisk-historiska institutionen)

Forskning bedrivs inom följande områden:
- Biogeografi och geomatik
- Geomorfologi och glaciologi
- Hydrologi, vattenresurser och permafrost
- Klimatvetenskap och kvartärgeologi
- Miljö, resursdynamik och förvaltning